# Грэм, Дэн
Дэ́ниел (Дэн) Грэм (англ. Daniel "Dan" Graham; 31 марта 1942, Эрбана, Иллинойс, США — 19 февраля 2022) — американский скульптор, фотограф и писатель. Грэм принадлежит к младшему поколению художников — концептуалистов, которые сомневаются в самодостаточности, обособленности художественного творчества и восприятия и в работах которых сказывается влияние поп-арта.

## Биография
Дэн Грэм изучал философию нью-йоркском Колумбийском университете. В 1969 году преподавал в Калифорнийском университете в Сан-Диего, затем до 1971 года — в Колледже искусств Новой Шотландии, в Галифаксе. В последнее время Грэм жил и работал в Нью-Йорке.

## Творчество
Широкий спектр деятельности Дэна Грэма включает перформанс, инсталляции, видео, скульптуру и фотографию. Помимо этого, Грэм написал и опубликовал множество критических материалов.
Ранними работами Грэма были серии фотографий и графики, построенные на последовательностях. Например, серия фотографий Homes for America (недоступная ссылка) (1967-), «Scheme» (1965), «Figurative» (1965), «Site Effects/Common Drugs» (1966). Затем он перешёл к более концептуальным произведениям, таким как видео «Rock My Religion» (1984) и «Performer/Audience/Mirror» (1975). Его инсталляции, такие как «Public Space/Two Audiences» (1976) или «Yesterday/Today» (1975) способствовали переходу к созданию павильонов. Такие концептуальные павильоны как «Two Way Mirror with Hedge Labyrinth» (1989) и «Two Way Mirror and Open Wood Screen Triangular Pavilion» (1990) способствовали росту его популярности как художника.
Произведения Грэма размывают границу между скульптурой и архитектурой. Его павильоны — это металлические и стеклянные скульптуры, которые создают различные пространства, дезориентирующие зрителя, они объединяют архитектуру и искусство.
В 1981 году Грэм начал работать над длительным (около десяти лет) проектом в Нью-Йорке. Работа Two-Way Mirror Cylinder Inside Cube and Video Salon стала частью проекта «Rooftop Urban Park Project». Грэм работал над этим произведением в сотрудничестве с архитекторами Mojdeh Baratloo и Clifton Balch. Этот прозрачный и отражающий павильон трансформировал крышу 548 West 22nd Street в крытый парк. Павильон захватывает окружающий пейзаж и преобразует свет, создавая интенсивный визуальный эффект. «Two-Way Mirror Cylinder Inside Cube and Video Salon» стала одной из самых известных его работ.

## Избранные выставки
Первая персональная выставка работ Грэма состоялась в 1969 году в нью-йоркской галерее Джона Даниельса. Мастер принимал участие в выставках современного искусства документа 5, 6, 7, 9, 10 в немецком городе Касселе (в годах 1972, 1977, 1982, 1992, 1997 соответственно).